# Вольвановиці
Вольвановиці (пол. Wolwanowice) — село в Польщі, у гміні Прошовиці Прошовицького повіту Малопольського воєводства.
Населення — 102 особи (2011).
У 1975-1998 роках село належало до Краківського воєводства.

## Демографія
Демографічна структура станом на 31 березня 2011 року:
|          | Загалом | Допрацездатний вік | Працездатний вік | Постпрацездатний вік |
| -------- | ------- | ------------------ | ---------------- | -------------------- |
| Чоловіки | 55      | 14                 | 34               | 7                    |
| Жінки    | 47      | 4                  | 29               | 14                   |
| Разом    | 102     | 18                 | 63               | 21                   |